# Club Calcio Catania 1958-1959
Questa pagina raccoglie le informazioni riguardanti il Club Calcio Catania nelle competizioni ufficiali della stagione 1958-1959.

## Stagione
La stagione 1958-1959, l'ennesima di Serie B inizia con la solita questione da risolvere: la crisi finanziaria, non è facile trovare l'erede di Agatino Pesce, perché nessuno pare volersi sobbarcare l'onere di sanare un pesante disavanzo. La notizia che circola è una vera bomba, dopo cinque stagioni torna alla presidenza Arturo Michisanti. La sua prima mossa è rinnovare lo staff tecnico, allenatore Blagoje Marjanović 51 anni, jugoslavo di Belgrado, reduce da un'esperienza sulla panca del Torino. L'undici etneo inizia con l'eliminazione dalla rinata Coppa Italia ad opera del Catanzaro. Dalla 13ª giornata va in panchina Carmelo Di Bella, la sua cura porterà qualche buon risultato. Infatti in campionato si arriva ad una tribolata salvezza, conquistata a due turni dal termine con l'affermazione sul Como. Fuori dal campo le acque restano agitate, dopo lunghe trattative Ignazio Marcoccio diventa Commissario del Catania per nomina diretta della Lega, esce così di scena Arturo Michisanti. La travagliata stagione catanese è funestata dalla scomparsa di Armando Perrone protagonista in rossazzurro a cavallo della seconda guerra e molto noto nel mondo dello sport catanese. Accade l'8 aprile 1959, quando la sua Fiat 600, taglia a forte velocità una curva della strada Messina-Catania, all'altezza del bivio per Capo Mulini e va a schiantarsi contro una casa.

## Rosa
| N. |                   | Ruolo | Calciatore           |
| -- | ----------------- | ----- | -------------------- |
|    | Italia (bandiera) | P     | Mauro Benvenuti      |
|    | Italia (bandiera) | D     | Ferruccio Bimbi      |
|    | Italia (bandiera) | C     | Emilio Bonci         |
|    | Italia (bandiera) | A     | Sebastiano Buzzin    |
|    | Italia (bandiera) | A     | Luigi Canelli        |
|    | Italia (bandiera) | A     | Riccardo Carapellese |
|    | Italia (bandiera) | D     | Mario Corti          |
|    | Italia (bandiera) | C     | Gianni Fermi         |
|    | Italia (bandiera) | A     | Oreste Francia       |
|    | Italia (bandiera) | C     | Elio Grani           |
|    | Italia (bandiera) | A     | Guido Macor          |

| N. |                   | Ruolo | Calciatore         |
| -- | ----------------- | ----- | ------------------ |
|    | Italia (bandiera) | C     | Antonio Marcellini |
|    | Italia (bandiera) | A     | Clemente Mattei    |
|    | Italia (bandiera) | D     | Alfredo Napoleoni  |
|    | Italia (bandiera) | C     | Tommaso Nasini     |
|    | Italia (bandiera) | C     | Adelmo Prenna      |
|    | Italia (bandiera) | C     | Eduardo Ricagni    |
|    | Italia (bandiera) | D     | Tommaso Salmeri    |
|    | Italia (bandiera) | P     | Antonio Seveso     |
|    | Italia (bandiera) | D     | Guglielmo Toros    |
|    | Italia (bandiera) | C     | Bruno Pizzul       |

## Risultati

### Serie B

#### Girone di andata
| Arbitro: | Basciu (Genova) |

|            |           |               |
| Buzzin 75’ | Marcatori | 44’ Ferrarese |

| Arbitro: | Annoscia (Bari) |

|                       |           |                 |
| Zucchini 19’ List 40’ | Marcatori | 92’ Carapellese |

| Arbitro: | Basciu (Genova) |

|                           |           |                      |
| Bagnoli 25’ Basiliani 79’ | Marcatori | 59’ Macor 63’ Buzzin |

| Arbitro: | Mori (Cremona) |

|                                      |           |  |
| Carapellese 51’ Prenna 61’ Macor 89’ | Marcatori |  |

| Arbitro: | Annoscia (Bari) |

|            |           |                |
| Prenna 55’ | Marcatori | 82’ Ambrosetti |

| Arbitro: | Gay (Asti) |

|           |           |           |
| Galli 33’ | Marcatori | 5’ Buzzin |

| Arbitro: | Rebuffo (Milano) |

|                                   |           |                     |
| Menichelli 1’ Malavasi 25’ (rig.) | Marcatori | 4’ Prenna 34’ Macor |

| Roma 16 novembre 1958 8ª giornata | Catania          | 0 – 0 | Palermo | Stadio Olimpico\| Arbitro: \| Orlandini (Roma) \| |
| Arbitro:                          | Orlandini (Roma) |       |         |                                                   |

| Arbitro: | Adami (Roma) |

|                                       |           |  |
| Carapellese 60’ Ricagni 66’ Macor 88’ | Marcatori |  |

| Arbitro: | Boati (Milano) |

|            |           |                  |
| Congiu 50’ | Marcatori | 26’ (rig.) Grani |

| Arbitro: | Menchini (Udine) |

|            |           |  |
| Crippa 66’ | Marcatori |  |

| Arbitro: | Guarnaschelli (Pavia) |

|            |           |                                 |
| Buzzin 68’ | Marcatori | 3’ Canella 33’ Mion 42’ Danieli |

| Arbitro: | Gay (Asti) |

|  |           |            |
|  | Marcatori | 46’ Novali |

| Messina 15 dicembre 1946 14ª giornata | Messina          | 0 – 0 | Catania | Stadio Giovanni Celeste\| Arbitro: \| Babini (Ravenna) \| |
| Arbitro:                              | Babini (Ravenna) |       |         |                                                           |

| Arbitro: | Perego (Milano) |

|                     |           |               |
| Prenna 2’ Toros 90’ | Marcatori | 53’ Pistacchi |

| Catania 11 gennaio 1959 16ª giornata | Catania      | 0 – 0 | Atalanta | Stadio Cibali\| Arbitro: \| Adami (Roma) \| |
| Arbitro:                             | Adami (Roma) |       |          |                                             |

| Arbitro: | Baldassarre (Roma) |

|                                    |           |                 |
| Fontana 32’, 47’ Dell'Omodarme 54’ | Marcatori | 43’ Veglianetti |

| Arbitro: | Pieri (Trieste) |

|  |           |                      |
|  | Marcatori | 76’ Prenna 83’ Macor |

| Catania 1º febbraio 1959 19ª giornata | Catania        | 0 – 0 | Novara | Stadio Cibali\| Arbitro: \| Cariani (Roma) \| |
| Arbitro:                              | Cariani (Roma) |       |        |                                               |

#### Girone di ritorno
| Arbitro: | De Marchi (Pordenone) |

|                  |           |  |
| Gianmarinaro 33’ | Marcatori |  |

| Arbitro: | D'Agostino (Roma) |

|                 |           |                  |
| Veglianetti 13’ | Marcatori | 58’ Carminati II |

| Arbitro: | Rebuffo (Milano) |

|           |           |                  |
| Macor 48’ | Marcatori | 39’, 52’ Tinazzi |

| Arbitro: | Pieri (Trieste) |

|                                |           |                 |
| Campagnoli 39’ Barbolini I 55’ | Marcatori | 52’ Veglianetti |

| Arbitro: | Leita (Udine) |

|  |           |            |
|  | Marcatori | 2’ Francia |

| Arbitro: | De Robbio (Torre Annunziata) |

|            |           |               |
| Prenna 47’ | Marcatori | 70’ Gilardoni |

| Arbitro: | De Magistris (Torino) |

|                  |           |              |
| Macor 20’ (rig.) | Marcatori | 19’ Bronzini |

| Arbitro: | Gambarotta (Genova) |

|           |           |  |
| Perli 46’ | Marcatori |  |

| Arbitro: | Ferrari (Milano) |

|                    |           |            |
| Marmiroli 22’, 30’ | Marcatori | 49’ Buzzin |

| Catania 5 aprile 1959 29ª giornata | Catania         | 0 – 0 | Cagliari | Stadio Cibali\| Arbitro: \| Caputo (Napoli) \| |
| Arbitro:                           | Caputo (Napoli) |       |          |                                                |

| Arbitro: | Cariani (Roma) |

|             |           |                |
| Ricagni 58’ | Marcatori | 40’ Bersellini |

| Arbitro: | Rebuffo (Milano) |

|                             |           |  |
| Canella 74’ Patino 85’, 90’ | Marcatori |  |

| Arbitro: | Perego (Milano) |

|          |           |                      |
| Orio 15’ | Marcatori | 19’ Macor 81’ Prenna |

| Arbitro: | Lo Bello (Siracusa) |

|                      |           |             |
| Toros 38’ Prenna 88’ | Marcatori | 29’ Alicata |

| Arbitro: | Adami (Roma) |

|            |           |  |
| Casisa 69’ | Marcatori |  |

| Arbitro: | De Marchi (Pordenone) |

|                   |           |           |
| Zavaglio 40’, 73’ | Marcatori | 58’ Macor |

| Arbitro: | Samani (Trieste) |

|            |           |  |
| Buzzin 13’ | Marcatori |  |

| Arbitro: | Di Tonno (Lecce) |

|                       |           |                       |
| Canelli 2’ Buzzin 37’ | Marcatori | 46’ Colla 71’ Moradei |

| Arbitro: | Gazzano (Genova) |

|  |           |           |
|  | Marcatori | 24’ Macor |

### Coppa Italia
| Arbitro: | Caputo (Napoli) |

|             |           |  |
| Rambone 78’ | Marcatori |  |

## Statistiche

### Statistiche di squadra
| Competizione | Punti | In casa | In casa | In casa | In casa | In casa | In casa | In trasferta | In trasferta | In trasferta | In trasferta | In trasferta | In trasferta | Totale | Totale | Totale | Totale | Totale | Totale | DR |
| Competizione | Punti | G       | V       | N       | P       | Gf      | Gs      | G            | V            | N            | P            | Gf           | Gs           | G      | V      | N      | P      | Gf     | Gs     | DR |
| ------------ | ----- | ------- | ------- | ------- | ------- | ------- | ------- | ------------ | ------------ | ------------ | ------------ | ------------ | ------------ | ------ | ------ | ------ | ------ | ------ | ------ | -- |
| Serie B      | 33    | 19      | 5       | 10      | 4       | 20      | 17      | 19           | 4            | 5            | 10           | 17           | 25           | 38     | 9      | 15     | 14     | 37     | 42     | -5 |
| Coppa Italia |       | -       | -       | -       | -       | -       | -       | 1            | 0            | 0            | 1            | 0            | 1            | 1      | 0      | 0      | 1      | 0      | 1      | -1 |
| Totale       |       | 19      | 5       | 10      | 4       | 20      | 17      | 19           | 4            | 5            | 11           | 17           | 26           | 39     | 9      | 15     | 15     | 37     | 43     | -6 |

### Statistiche dei giocatori
| Giocatore      | Serie B  | Serie B | Coppa Italia | Coppa Italia | Totale   | Totale |
| Giocatore      | Presenze | Reti    | Presenze     | Reti         | Presenze | Reti   |
| -------------- | -------- | ------- | ------------ | ------------ | -------- | ------ |
| M. Benvenuti   | 8        | -10     | -            | -            | 8        | -10    |
| F. Bimbi       | 24       | 0       | 1            | 0            | 25       | 0      |
| E. Bonci       | 23       | 0       | 1            | 0            | 24       | 0      |
| S. Buzzin      | 36       | 7       | 1            | 0            | 37       | 7      |
| L. Canelli     | 1        | 1       | -            | -            | 1        | 1      |
| R. Carapellese | 11       | 3       | 1            | 0            | 12       | 3      |
| M. Corti       | 19       | 0       | -            | -            | 19       | 0      |
| G. Fermi       | 28       | 0       | -            | -            | 28       | 0      |
| O. Francia     | 18       | 1       | 1            | 0            | 19       | 1      |
| Giacomazzi     | -        | -       | 1            | 0            | 1        | 0      |
| E. Grani       | 29       | 1       | 1            | 0            | 30       | 1      |
| G. Macor       | 31       | 10      | 1            | 0            | 32       | 10     |
| A. Marcellini  | 31       | 0       | -            | -            | 31       | 0      |
| C. Mattei      | 2        | 0       | -            | -            | 2        | 0      |
| A. Napoleoni   | 27       | 0       | 1            | 0            | 28       | 0      |
| T. Nasini      | 3        | 0       | -            | -            | 3        | 0      |
| A. Prenna      | 26       | 7       | 1            | 0            | 27       | 7      |
| E. Ricagni     | 28       | 2       | 1            | 0            | 29       | 2      |
| T. Salmeri     | 1        | 0       | -            | -            | 1        | 0      |
| A. Seveso      | 30       | -30     | 1            | -1           | 31       | -31    |
| G. Toros       | 28       | 2       | -            | -            | 28       | 2      |
| G. Veglianetti | 14       | 3       | -            | -            | 14       | 3      |